# Grand prix d'État autrichien
Le grand prix d'État autrichien (Großer Österreichischer Staatspreis) est un prix annuel décerné par la République autrichienne à un artiste pour honorer ses réalisations exceptionnelles et est la plus haute distinction culturelle du pays. Une première distinction portant ce nom a existé sous la Première République, décernée entre 1934 et 1937. Le prix a été fondé en 1950 par le ministre de l'Éducation Felix Hurdes et est doté, depuis 2003, d'un montant de 30 000 euros.
La condition préalable d'obtention est que le lauréat soit citoyen autrichien ou qu'il réside en permanence en Autriche.
Depuis 1971, les différentes catégories sont l'architecture, les arts visuels, la littérature et la musique.

## Lauréats du premier prix (1934 à 1937)
littérature
- 1934 Karl Heinrich Waggerl
- 1935 Josef Friedrich Perkonig, pas de prix de promotion cette année
- 1936 Maria Grengg
- 1937 Heinrich Suso Waldeck, Prix de promotion : Johannes Freumbichler

arts visuels
- 1936 Wilhelm Frass

Musique
- 1935 : Joseph Messner, prix de promotion : Friedrich Reidinger
- 1937 Hanns Holenia

## Lauréats du prix actuel (depuis 1950)

### En architecture
- 1950 : Josef Hoffmann
- 1953 : Clemens Holzmeister
- 1954 : Max Fellerer
- 1958 : Erich Boltenstern
- 1962 : Roland Rainer
- 1965 : Josef Frank
- 1967 : Franz Schuster
- 1971 : Gustav Peichl
- 1975 : Karl Schwanzer
- 1983 : Hans Hollein
- 1999 : Wolf D. Prix et Helmut Swiczinsky avec l'agence Coop Himmelb(l)au
- 2000 : Wilhelm Holzbauer
- 2004 : Günther Domenig
- 2011 : Heinz Tesar
- 2015 : Elke Delugan-Meissl et Roman Delugan[1]
- 2020 : Laurids Ortner et Manfred Ortner[2]

### En arts visuels
- 1951 : Alfred Kubin
- 1952 : Albert Paris Gütersloh
- 1954 : Herbert Boeckl
- 1955 : Oskar Kokoschka
- 1955 : Fritz Wotruba
- 1956 : Alfred Wickenburg
- 1957 : Karl Sterrer
- 1958 : Toni Schneider-Manzell
- 1960 : Ferdinand Kitt
- 1960 : Max Weiler
- 1962 : Josef Dobrowsky
- 1963 : Arnold Clementschitsch
- 1965 : Sergius Pauser
- 1966 : Hans Fronius
- 1968 : Kurt Moldovan
- 1969 : Rudolf Hoflehner
- 1973 : Joannis Avramidis
- 1978 : Arnulf Rainer
- 1980 : Friedensreich Hundertwasser
- 1984 : Walter Ritter
- 1985 : Walter Pichler (de)
- 1988 : Maria Lassnig
- 1993 : Bruno Gironcoli
- 1996 : Günter Brus
- 1997 : Christian Ludwig Attersee
- 2003 : Siegfried Anzinger
- 2005 : Hermann Nitsch
- 2008 : Karl Prantl (de)
- 2009 : Brigitte Kowanz
- 2013 : Erwin Wurm
- 2017 : Renate Bertlmann[3]
- 2022: Martha Jungwirth

### En littérature
- 1950 : Josef Leitgeb
- 1951 : Felix Braun
- 1952 : Martina Wied
- 1953 : Rudolf Henz
- 1954 : Max Mell
- 1955 : Franz Theodor Csokor
- 1956 : Franz Nabl
- 1957 : Heimito von Doderer
- 1957 : Franz Karl Ginzkey
- 1958 : Imma von Bodmershof
- 1959 : Carl Zuckmayer
- 1961 : Albert Paris Gütersloh
- 1961 : Alexander Lernet-Holenia
- 1962 : George Saiko
- 1963 : Kurt Frieberger
- 1964 : Johannes Urzidil
- 1966 : Fritz Hochwälder
- 1967 : Elias Canetti
- 1968 : Ingeborg Bachmann
- 1969 : Christine Busta
- 1970 : Christine Lavant
- 1972 : Friedrich Heer
- 1974 : Hans Carl Artmann
- 1977 : Manès Sperber
- 1979 : Friedrich Torberg
- 1982 : Friederike Mayröcker
- 1984 : Ernst Jandl
- 1987 : Peter Handke
- 1989 : Oswald Wiener
- 1991 : Gerhard Rühm
- 1994 : Wolfgang Bauer
- 1995 : Ilse Aichinger
- 1998 : Andreas Okopenko
- 2001 : Gert Jonke
- 2007 : Josef Winkler
- 2012 : Peter Waterhouse
- 2016 : Gerhard Roth[4]
- 2018 : Florjan Lipuš[5]

### En musique
- 1950 : Joseph Marx
- 1951 : Egon Kornauth
- 1953 : Johann Nepomuk David
- 1955 : Josef Matthias Hauer
- 1956 : Hans Erich Apostel
- 1956 : Otto Siegl
- 1957 : Hans Gál
- 1959 : Theodor Berger
- 1959 : Alfred Uhl
- 1961 : Egon Wellesz
- 1963 : Ernst Krenek
- 1965 : Gottfried von Einem
- 1966 : Hanns Jelinek
- 1967 : Karl Schiske
- 1968 : Erich Marckhl
- 1969 : Anton Heiller
- 1970 : Marcel Rubin
- 1976 : Cesar Bresgen
- 1981 : Roman Haubenstock-Ramati
- 1986 : Friedrich Cerha
- 1990 : György Ligeti
- 1992 : Kurt Schwertsik
- 2002 : HK Gruber
- 2006 : Georg Friedrich Haas
- 2010 : Olga Neuwirth
- 2014 : Beat Furrer
- 2019 : Thomas Larcher